# Райнгольд Мевес
Райнгольд Мевес (нім. Reinhold Mewes) — німецький інженер та авіаційний конструктор, спеціалізувався на розробці літаків скороченого зльоту і посадки. Один з творців легендарного багатоцільового легкомоторного літака Fieseler Fi 156. Працював у провідних світових авіабудівних фірмах.

## Авіаконструктор

### Перші літаки

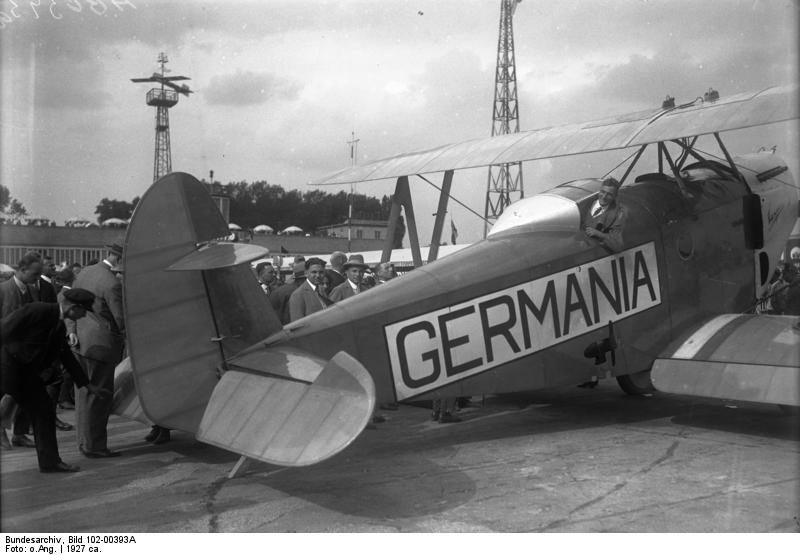
Caspar C 32 «Germania»

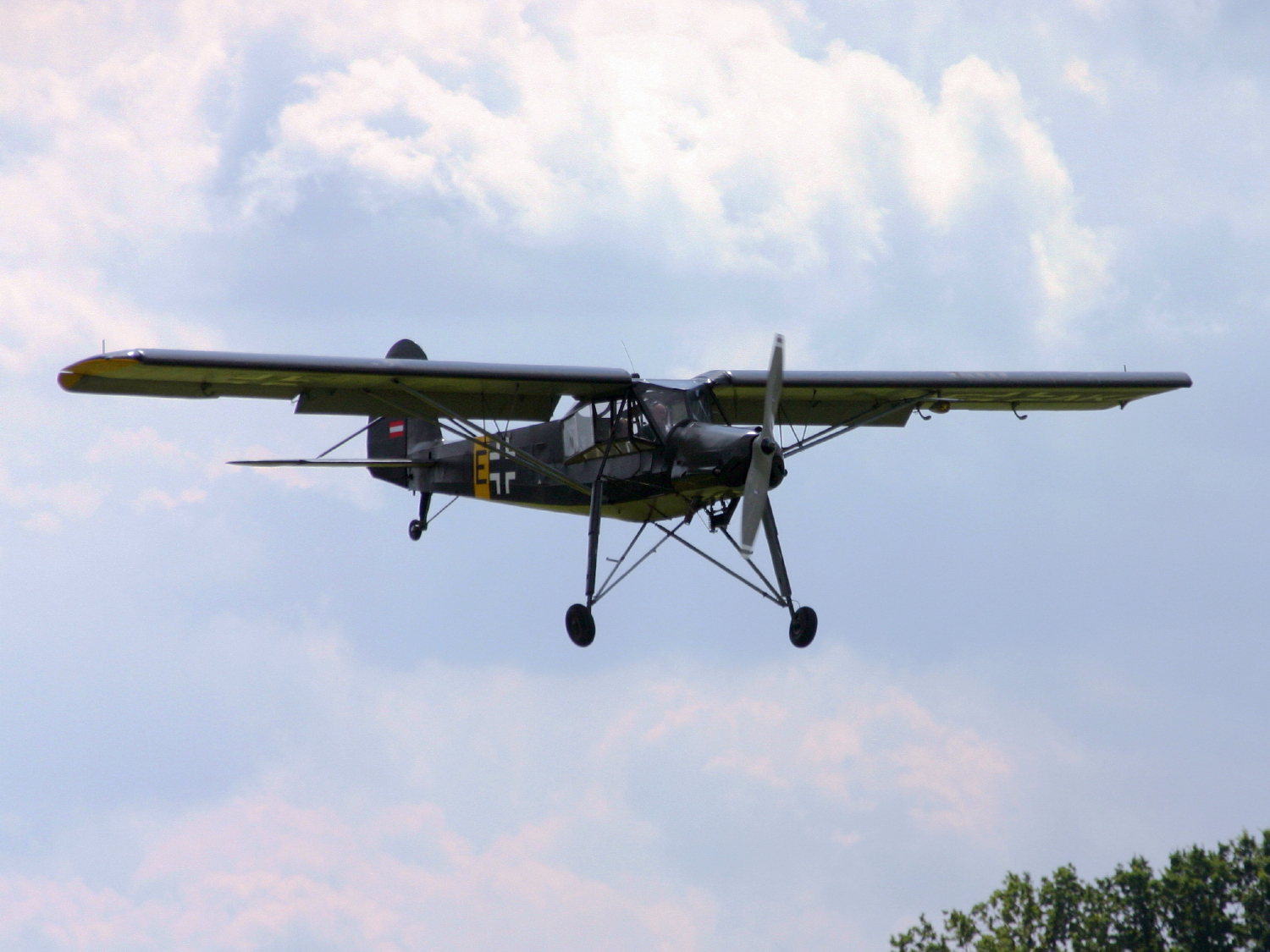
Fieseler Fi 156

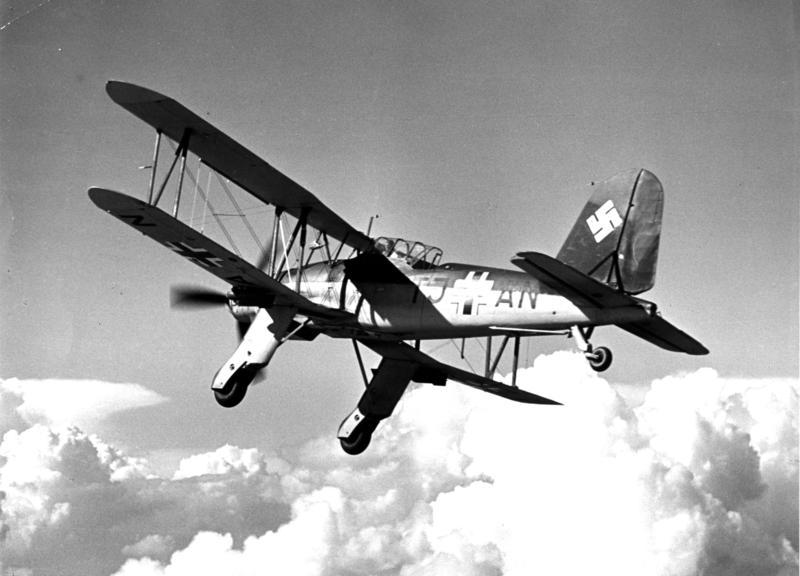
В польоті Fieseler Fi 167 A-05

Розробники Fi 256 V1. Зліва направо: Рейнгольд Мевес, Еріх Бахем, Герхард Фізелер; в літаку інженер Віллі Фідлер (Willy A. Fiedler)

У 1926 Райнгольдом Мевесом на фірмі Caspar-Werke AG був побудований легкий біплан, що отримав позначення Caspar C 32. Від початку конструювався як військовий, для спостереження або виконання допоміжних завдань, проте, у зв'язку з діючою забороною на виробництво військової техніки, літак заявили як легкий транспортний та сільськогосподарський. Перший екземпляр було придбано DVS (нім. Deutsche Verkehrsfliegerschule) у 1933.
З початку 1930-х років працює на фірмі Heinkel. Тут Мевесом розроблено гідролітаки-біплани Heinkel He 59 та протягом 1931 —1932 He 60 (перший політ: вересень 1931 та початок 1933, відповідно).
Від 1933 працює на посту головного конструктора Hamburger Flugzeugbau, авіаційного відділу компанії Блом унд Фосс (нім. Blohm & Voss). В цьому ж році, разом з Віктор Маугш (нім. Viktor Maugsch), розпочав проектування двомісного біплана для початкового навчання Ha 135. Це був перший проект літака, розроблений відділом «Hamburger Flugzeugbau». На початку 1934 покидає Hamburger Flugzeugbau, яку, в свою чергу, очолив Ріхард Фогт, що повернувся з японської Kawasaki Heavy Industries, котрий й завершив розробку Ha 135.

### Діяльність у Gerhard Fieseler Werke
Із 1934 працює у компанії Фізелер. 1934 —1935 бере участь у розробці допоміжного літака Fi 97 з так званим «крилом, що повертається» та штурмовика Fi 98, проте, розробка останнього, далі виготовлення одного прототипу не пішла.

#### Fieseler Fi 156
У 1935 Імперське міністерство авіації Третього Рейху розмістило замовлення на новий літак для Люфтваффе, здатний виконувати завдання із розвідки, зв'язку, рекогносцировки місцевості, а також евакуації поранених та інших потреб військ. Конкурс виграла компанія Fieseler — її пропозиція концепції «короткий зліт і посадка» виявилася найкращою, так з'явився багатоцільовий Fieseler Fi 156. Головними творцями літака стали: Герхард Фізелер (нім. Gerhard Fieseler) — керівник проекту, начальник конструкторського бюро Райнгольд Мевес, Віктор Маугш (нім. Viktor Maugsch), Герман Вінтер (нім. Herman Winter) і технічний директор компанії Еріх Бахем (нім. Erich Bachem), за аеродинаміку відповідав доктор Зігурд Хернер (нім. Sigurd Hoerner). Розробники запропонували конструкцію, що забезпечувала можливість практично вертикального зльоту при сильному фронтальному вітрі. Злітно-посадкової смуги або просто відносно рівної поверхні довжиною всього 60 метрів виявлялося достатньо, а при посадці із зустрічним вітром пробіг був ще коротшим. Через мінімальну відстань при зльоті та посадці літак отримав назву «Лелека» (нім. «Storch»). При стоянці крила літака складалися назад уздовж фюзеляжу, отже при транспортуванні літак можна було перевозити складеним в кузові вантажівки або повільно буксирувати.

#### Fieseler Fi 167
На початку 1937 RLM надало компаніям Фізелер та Arado Flugzeugwerke специфікацію на палубний бомбардувальник для першого німецького авіаносця «Граф Цепелін», будівництво якого розпочалося наприкінці 1936. При випробуванні у 1938 на полігоні в Рехліні Fi 167 показав надчудові льотні характеристики. У підсумку, за всіма параметрами, прототип Мевеса продемонстрував кращі результати, ніж його конкурент Ar 195. Проте, призупинення у квітні 1940 будівництва «Граф Цепелін» унеможливила, подальше виробництво Fi 167. Всього було вироблено 14 одиниць — 2 прототипи та 12 серійних машин.